# Virginia Slims of Washington 1991
Il Virginia Slims of Washington 1991 è stato un torneo di tennis giocato sul cemento. È stata la 20ª edizione del torneo, che fa parte della categoria Tier II nell'ambito del WTA Tour 1991. Si è giocato a Washington negli USA dal 19 al 25 agosto 1991.

## Campionesse

### Singolare
Arantxa Sánchez ha battuto in finale  Katerina Maleeva con il punteggio di 6–2, 7–5

### Doppio
Jana Novotná /  Larisa Neiland hanno battuto in finale  Gigi Fernández /  Nataša Zvereva con il punteggio di 5–7, 6–1, 7–6